# Guanajuatito, San Diego de la Unión
Guanajuatito är en ort i Mexiko.   Den ligger i kommunen San Diego de la Unión och delstaten Guanajuato, i den centrala delen av landet, 280 km nordväst om huvudstaden Mexico City. Guanajuatito ligger 2 023 meter över havet och antalet invånare är 226.
Terrängen runt Guanajuatito är platt åt sydväst, men åt nordost är den kuperad. Runt Guanajuatito är det ganska glesbefolkat, med 31 invånare per kvadratkilometer. Närmaste större samhälle är San Diego de la Unión, 13,6 km väster om Guanajuatito. Trakten runt Guanajuatito består till största delen av jordbruksmark.